# 1000 Gecs
1000 Gecs è il primo album in studio del duo statunitense 100 Gecs, pubblicato il 31 maggio 2019 da Dog Show Records.
Caratterizzato da un sound sperimentale frutto della combinazione di diversi generi, 1000 Gecs è stato accolto in maniera positiva dalla critica specializzata. Delle versioni remixate dei brani sono state successivamente pubblicate come parte dell'album di remix 1000 Gecs and the Tree of Clues, pubblicato l'anno seguente.

## Composizione
100 Gecs è composto da canzoni che abbracciano diversi stili musicali: Pitchfork lo descrive come un disco pop sperimentale, mentre Sputnikmusic lo etichetta come bubblegum bass.
Secondo Will Pritchard di The Independent, l'album ha contribuito a consolidare lo stile eclettico dell'hyperpop degli anni 2010, portando il genere «alle sue conclusioni più estreme ed estremamente orecchiabili: basi trap da stadio elaborate e distorte quasi fino alla distruzione». Alcuni tra i generi utilizzati per descrivere le sonorità delle canzoni contenute nlel'album includono post-dubstep, indie pop, pop punk, trance, chiptune, happy hardcore, hip hop, synth-pop, ska ed europop.

## Promozione
Il singolo Money Machine è stato pubblicato come primo ed unico estratto dal disco il 29 maggio 2019, accompagnato da un visualizer caricato su YouTube. La canzone è diventata rapidamente la più conosciuta e di maggior successo del duo; il 13 giugno 2019 ne è stato pubblicato un video musicale, sempre su YouTube.
Nel mese di agosto 2019, il duo ha reso disponibili gratuitamente le strumentali, i suoni e le voci a cappella.

## Accoglienza
| Recensione   | Giudizio |
| ------------ | -------- |
| Paste        | 7,9/10   |
| Pitchfork    | 7,4/10   |
| Sputnikmusic |          |

1000 Gecs ha ricevuto recensioni positive da parte della critica specializzata.
Larry Fitzmaurice di Pitchfork ha assegnato al disco un punteggio di 7,4 su 10, definendolo «uno dei dischi più affascinanti ed esilaranti di pop sperimentale dell'anno». A dicembre 2019, i critici musicali del The New York Times Jon Caramanica e Jon Pareles hanno posizionato il disco rispettivamente al primo e al decimo posto nella classifica dei migliori album del 2019.

## Tracce
Testi e musiche di Dylan Brady e Laura Les.
1. 745 Sticky – 2:21
2. Money Machine – 1:54
3. 800dB Cloud – 2:20
4. I Need Help Immediately – 1:22
5. Stupid Horse – 2:02
6. Xxxi_wud_nvrstøp_üxxx – 2:55
7. Ringtone – 2:24
8. Gecgecgec – 2:24
9. Hand Crushed by a Mallet – 2:07
10. Gec 2 Ü – 3:18